# 安田徳太郎

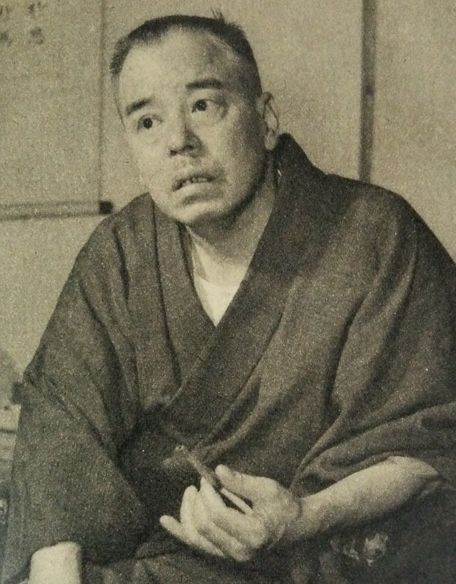
1953年の安田

安田 徳太郎（やすだ とくたろう、1898年1月28日 - 1983年4月22日）は、日本の医師・歴史家。ゾルゲ事件に連座して執行猶予付きの有罪判決を受けた。

## 人物・生涯
京都市生まれ。妹は高倉輝夫人。父の死後一家が伯母（山本宣治の母）の経営する旅館（宇治・花やしき浮舟園）に引き取られる。
1920年、京都帝国大学医学部に入学。在学中から従兄の山本宣治の産児制限運動に関わる。1930年、医学博士。さらに無産運動に関係し、医師としてこれを支援。
1933年、共産党シンパとして検挙された。1941年にはリヒャルト・ゾルゲらのゾルゲ諜報団に連座し逮捕、1942年に事件裁判で有罪判決（執行猶予付き）を受けた。
医師としてドイツ語に優れ、唯物論的科学思想史の研究を行い、ジークムント・フロイトの訳・解説は今日まで重版。戦後は『人間の歴史』や『万葉集の謎』（「日本人の歴史」）などで歴史家として著述活動を行い、門外の立場から「日本語の起源はレプチャ語である」とする説を唱えた。
長男は医師で心理学者の安田一郎。

## 評価
言語学者の服部四郎は、『人間の歴史』を「興味深い内容が平易に書かれている」として高く評価している一方で、その中の日本語の起源に関する部分において、安田の学説批判が政治的な背景や、個人的見解に基いており、研究過程を無視していることや、研究手法の誤りを指摘している。後に、安田は『万葉集の謎』において「自身の研究は幼稚であった」と自己批判し、『人間の歴史』における説も撤回した。以降はこの指摘を考慮にいれた研究がなされている。このことを服部は「安田の率直な姿勢を貴いものだ」と述べている。

## 著書
- 『生理・心理』南宋書院（無産者自由大学）1927
- 『社会診察録』サイレン社, 1936
- 『化学療法の啓蒙』東洋経済出版部, 1939
- 『世紀の狂人』岩波新書 赤版, 1940、単行判 1982
- 『医学の階級性』弘文堂（アテネ文庫）1948
- 『性科学の基礎知識』世界評論社 1950
- 『人間の歴史』全6巻 光文社 1951-57
- 『日本人の歴史』全2巻 光文社カッパ・ブックス 1955-56
- 『日本語の祖先』大陸書房 1976
- 『思い出す人びと』青土社 1976
- 『日本の故郷はヒマラヤ山麓』大陸書房 1983
- 『二十世紀を生きた人びと 安田徳太郎選集』青土社 2001

### 翻訳
- シユトラツツ『女性美の研究』アルス 1924
- フロイド『精神分析入門』アルス 上下 1926-28、のち角川文庫 改版2012
- フロイド『芸術と精神分析』ロゴス書院 1929
- 『フロイド精神分析大系第1 ヒステリー』アルス 1930
- イーリン『五ケ年計画の話 新ロシア入門』鉄塔書院 1931
- ジェ・リフシツツ『弁証法的唯物論叢書第3 臨牀医学と弁証法的唯物論』ナウカ社 1933
- フリードリヒ・ダンネマン『大自然科学史』全6巻 加藤正[2][3]共訳 三省堂 1941-43、度々新版
  - ダンネマン『大自然科学史』第7～10巻・別巻 三省堂出版 1954-60。改訂版・全13巻、新版復刻2002
- エドゥアルト・フックス『風俗の歴史』全10巻 光文社 1953-59、新版1966-67／改訳版・角川文庫 全9巻 1971、復刊1990
- フロイド『性と愛情の心理』安田一郎共編訳 角川文庫 1955、復刊1989
- ヴィルヘルム・イェンゼン/フロイト解説『グラディヴァ　文学と精神分析』[4]安田洋治共編訳 角川文庫 1960、復刊1990
- エドゥアルト・フックス『エロチック美術の歴史』青土社 1981
- エドゥアルト・フックス『エロティック美術の巨匠たち』青土社 1983

## 評伝
- 安田一郎『ゾルゲを助けた医者　安田徳太郎と<悪人>たち』安田宏編、青土社、2020年 - 編者は一郎の次男